# Allium melliferum
Allium melliferum är en amaryllisväxtart som beskrevs av Hamilton Paul Traub. Allium melliferum ingår i släktet lökar, och familjen amaryllisväxter. Inga underarter finns listade i Catalogue of Life.